# Eunidia obliquevittulipennis
Eunidia obliquevittulipennis är en skalbaggsart som beskrevs av Stefan von Breuning 1977. Eunidia obliquevittulipennis ingår i släktet Eunidia och familjen långhorningar. Inga underarter finns listade i Catalogue of Life.